# Vadão
Oswaldo Fumeiro Alvarez (Monte Azul Paulista, 21 de agosto de 1956 – São Paulo, 25 de maio de 2020), mais conhecido como Vadão, foi um treinador de futebol brasileiro.

## Carreira
No início da década de 1990, Vadão ganhou notoriedade do meio futebolístico pelo ofensivo time que montou no Mogi Mirim, que na época ganhou o apelido de "Carrossel Caipira", em referência à mítica Seleção Neerlandesa que encantou o mundo na Copa do Mundo FIFA de 1974.
Em 2001, com o São Paulo, Vadão sagrou-se campeão do Torneio Rio-São Paulo comandando um time repleto de revelações, dentre os quais destacava-se o centroavante Luís Fabiano e o jovem meia Kaká.

### Atlético Paranaense
Depois de bons trabalhos com clubes do interior de São Paulo, assumiu o Atlético Paranaense em abril de 1999 e neste ano terminou em 9° lugar no Campeonato Brasileiro. Sem a classificação para a fase seguinte, o clube disputou a Seletiva para a Libertadores e foi campeão, levando o rubro negro paranaense para a primeira competição internacional do clube. Também foi campeão paranaense de 2000. No clube paranaense, retornou em 2003 e 2006, quando levou a equipe à semifinal da Copa Sul-Americana. No total foram 164 jogos, somando 76 vitórias, 40 empates e 48 derrotas, com um aproveitamento de 54,4% dos pontos disputados.

### História com Guarani e Ponte Preta
Vadão teve ótima passagem por dois clubes de Campinas, os rivais Guarani e Ponte Preta, onde ficou conhecido por "Senhor dos Dérbis".
Pelo Guarani, Vadão possui cinco passagens, sendo as mais expressivas em 2009, quando assumiu a equipe bugrina após o estadual visando à Série B. Na competição nacional o treinador conseguiu uma grande campanha, com 21 vitórias em 38 rodadas de campeonato, sendo vice-campeão. A segunda passagem expressiva de Vadão pelo clube foi em 2012, quando montou uma grande equipe que disputou em alto estilo o Paulistão de 2012, sendo vice-campeão: o Guarani derrotou o Palmeiras por 3–2 nas quartas de final, ganhou do seu maior rival, a Ponte Preta, por 3–1, na semifinal, e perdeu para o Santos na final.
Na Macaca, Vadão também obteve êxito, mesmo com quatro passagens. A mais recente passagem dele pelo clube campineiro foi em 2014, quando transformou a equipe que lutava contra o rebaixamento em uma equipe que ele levou até as quartas de final. Esses bom trabalhos renderam ao treinador um convite para comandar a Seleção Brasileira Feminina.

### Vitória
Em setembro de 2007, Vadão assumiu o Vitória com o objetivo de conseguir o acesso a Série A do Brasileirão, que ocupava a sexta colocação da Série B até então. Com uma campanha razoável, o rubro-negro retornou à elite do futebol brasileiro com duas rodadas de antecedência. O treinador continuou no comando da equipe em 2008, no entanto, foi demitido em março pelas más exibições no Campeonato Baiano e na Copa do Brasil.

### Guarani
Em abril de 2009, Vadão acertou com o Guarani para a disputa da Série B. Com 21 vitórias em 38 partidas, o clube paulista garantiu o acesso à Série A do ano seguinte como vice-campeão da competição.
| “ | – Não tenho varinha mágica. Teve competência da comissão técnica sim, mas de nada adiantaria se não houvesse comprometimento dos jogadores e seriedade da diretoria. | ” |

### Portuguesa
No dia 10 de março de 2010, Vadão deixou o comando do Guarani. O treinador foi contratado pela Portuguesa em abril, chegando com a missão de colocar o clube novamente na elite do futebol. No entanto, foi demitido em outubro devido à campanha irregular da Lusa na Série B. Vadão comandou a equipe em 28 partidas, com 12 vitórias, quatro empates e 12 derrotas.

### Retorno ao São Caetano
Em julho de 2011, foi apresentado pelo São Caetano, clube pelo qual treinou em 2008. Vadão chegou para substituir Márcio Goiano.

### Sport
No dia 22 de dezembro de 2012, foi apresentado como novo comandante do Sport, com a prioridade de resgatar o bom futebol e tentar levar o time de volta a elite do futebol brasileiro.
Após a eliminação nas quartas de final da Copa do Nordeste de 2013, somada ao mau desempenho da equipe no Campeonato Pernambucano, Vadão foi demitido no dia 7 de março.

### Criciúma
No Criciúma fez uma campanha considerada boa pelos jornalistas, porém não aguentou diretores e cartolas e foi demitido. Com um aproveitamento de quase 50%, Vadão desligou-se do clube conquistando o Campeonato Catarinense. O treinador ainda comandou o Tigre na Copa Sul Americana, levando o clube a voltar a disputar uma competição internacional após 21 anos.

### Ponte Preta
Em 2 de fevereiro de 2014, assumiu mais uma vez o comando da Ponte Preta após a demissão de Sidney Moraes. No dia 13 de abril de 2014, Vadão deixou o comando da Ponte Preta para aceitar o convite da CBF, o qual o convidava para comandar a Seleção Brasileira Feminina nos próximos anos. Ele comandou a equipe campineira em 13 jogos tendo sete vitórias e seis derrotas, o objetivo traçado pela diretoria da Ponte era conseguir recuperar o futebol da equipe e livrar da queda a Série A2 no Paulistão, Vadão estava mantendo o objetivo proposto e deixou o clube nas quartas de final do Paulistão.

### Seleção Brasileira Feminina
Aceitou o convite para treinar a Seleção Brasileira Feminina nos Jogos Olímpicos de 2016, no Rio. Essa foi a primeira experiência de Vadão no comando de uma equipe feminina; seu objetivo era planejar junto com a CBF e preparar a Seleção Brasileira Feminina até Jogos Olímpicos de 2016. Após os Jogos Olímpicos de 2016, com a Seleção Brasileira Feminina ficando em quarto lugar, a CBF anunciou em 1 de novembro a saída de Vadão do comando técnico da Seleção; esta saída já estava programada desde o início do contrato do treinador e com seu consentimento. A passagem de Vadão na Seleção Brasileira Feminina foi analisada como positiva, pois a equipe demonstrou bons aspectos sob seu comando, e o treinador foi indicado junto com mais nove ao prêmio de Treinador do Ano da FIFA.

### Guarani
No dia 23 de março de 2017, a diretoria do Guarani acertou a quinta passagem de Vadão pelo clube. O treinador tem uma grande identificação com o Bugre, e sob o comando da equipe ele soma mais de 200 partidas. O objetivo traçado pela diretoria era a recuperação da equipe e o acesso à elite do Campeonato Paulista de 2018; após essa competição veio a Série B, na qual o clube alviverde lutou para a permanência no torneio.
No dia 29 de agosto de 2017, a direção do clube de Campinas anunciou o fim da passagem de Vadão na equipe, devido aos maus resultados obtidos na Série B. A quinta passagem do treinador pelo Guarani teve um início promissor; o clube acumulou bons números, e no Paulistão a equipe não se classificou para fase final por apenas dois pontos. Já na Série B, o Bugre chegou a conquistar importantes vitórias no início, chegando até ser líder da competição, mas o feito não continuou devido a falta de contratações.

### Retorno à Seleção Brasileira Feminina
Apesar das sondagens de Chapecoense e Ponte Preta, no dia 25 de setembro de 2017, Vadão acabou recebendo o segundo convite para voltar ao comando da Seleção Brasileira Feminina. O treinador retomou os trabalhos visando o Campeonato Sul-Americano de Futebol Feminino, mais conhecido como Copa América Feminina, que a equipe nacional feminina disputou em abril, no Chile. Em abril, a Seleção Brasileira Feminina levantou mais uma taça sob o comando de Vadão na primeira competição de 2018; a Seleção Canarinho disputou sete jogos na Copa América Feminina, obtendo sete vitórias e ganhando o título de maneira invicta. A ótima campanha realizada juntamente com o título rendeu vaga para Seleção Brasileira Feminina para o Mundial Feminino de 2019, na França, e vaga para os Jogos Olímpicos de 2020, em Tóquio. Vadão enalteceu o grande trabalho realizado pelas atletas e também pela formação da Seleção Permanente, projeto que a CBF vem estabelecendo visando a continuidade do trabalho das jogadoras na equipe nacional feminina.
No dia 22 de julho de 2019, foi oficializada sua saída do comando da Seleção, o que vinha sendo especulado desde a eliminação na Copa do Mundo de Futebol Feminino de 2019, realizada na França.

##### Jogos da Seleção Brasileira Feminina de Futebol
Legenda:      Vitórias —      Empates —      Derrotas
| Nº   | Data            | Competição                             | Local                      | Placar | Adversário        | Ref.          |      |
| 2014 | 2014            | 2014                                   | 2014                       | 2014   | 2014              | 2014          | 2014 |
| ---- | --------------- | -------------------------------------- | -------------------------- | ------ | ----------------- | ------------- | ---- |
| 1    | 12 de setembro  | Copa América Feminina de 2014          | Loja                       | 6 – 0  | Bolívia           | [ 35 ]        |      |
| 2    | 14 de setembro  | Copa América Feminina de 2014          | Loja                       | 4 – 1  | Paraguai          | [ 35 ]        |      |
| 3    | 18 de setembro  | Copa América Feminina de 2014          | Cuenca                     | 2 – 0  | Chile             | [ 35 ]        |      |
| 4    | 20 de setembro  | Copa América Feminina de 2014          | Azogues                    | 0 – 2  | Argentina         | [ 35 ]        |      |
| 5    | 24 de setembro  | Copa América Feminina de 2014          | Quito                      | 4 – 0  | Equador           | [ 35 ]        |      |
| 6    | 26 de setembro  | Copa América Feminina de 2014          | Sangolquí                  | 6 – 0  | Argentina         | [ 35 ]        |      |
| 7    | 28 de setembro  | Copa América Feminina de 2014          | Quito                      | 0 – 0  | Colômbia          | [ 35 ]        |      |
| 8    | 10 de dezembro  | Torneio Internacional Feminino de 2014 | Brasília                   | 4 – 0  | Argentina         | [ 36 ] [ 37 ] |      |
| 9    | 14 de dezembro  | Torneio Internacional Feminino de 2014 | Brasília                   | 3 – 2  | Estados Unidos    | [ 36 ] [ 37 ] |      |
| 10   | 18 de dezembro  | Torneio Internacional Feminino de 2014 | Brasília                   | 4 – 1  | China             | [ 36 ] [ 37 ] |      |
| 11   | 21 de dezembro  | Torneio Internacional Feminino de 2014 | Brasília                   | 0 – 0  | Estados Unidos    | [ 36 ] [ 37 ] |      |
| 2015 |                 |                                        |                            |        |                   |               |      |
| 12   | 9 de junho      | Copa do Mundo Feminina de 2015         | Montreal                   | 2 – 0  | Coreia do Sul     | [ 38 ]        |      |
| 13   | 13 de junho     | Copa do Mundo Feminina de 2015         | Montreal                   | 1 – 0  | Espanha           | [ 38 ]        |      |
| 14   | 17 de junho     | Copa do Mundo Feminina de 2015         | Moncton                    | 1 – 0  | Costa Rica        | [ 38 ]        |      |
| 15   | 21 de junho     | Copa do Mundo Feminina de 2015         | Moncton                    | 0 – 1  | Austrália         | [ 38 ]        |      |
| 16   | 11 de julho     | Jogos Pan-Americanos de 2015           | Hamilton                   | 3 – 0  | Costa Rica        | [ 39 ]        |      |
| 17   | 15 de julho     | Jogos Pan-Americanos de 2015           | Hamilton                   | 7 – 1  | Equador           | [ 39 ]        |      |
| 18   | 19 de julho     | Jogos Pan-Americanos de 2015           | Hamilton                   | 2 – 0  | Canadá            | [ 39 ]        |      |
| 19   | 22 de julho     | Jogos Pan-Americanos de 2015           | Hamilton                   | 4 – 2  | México            | [ 39 ]        |      |
| 20   | 25 de julho     | Jogos Pan-Americanos de 2015           | Hamilton                   | 4 – 0  | Colômbia          | [ 39 ]        |      |
| 21   | 9 de dezembro   | Torneio Internacional Feminino de 2015 | Natal                      | 11 – 0 | Trinidad e Tobago | [ 40 ]        |      |
| 22   | 13 de dezembro  | Torneio Internacional Feminino de 2015 | Natal                      | 6 – 0  | México            | [ 40 ]        |      |
| 23   | 16 de dezembro  | Torneio Internacional Feminino de 2015 | Natal                      | 2 – 1  | Canadá            | [ 40 ]        |      |
| 24   | 20 de dezembro  | Torneio Internacional Feminino de 2015 | Natal                      | 3 – 1  | Canadá            | [ 40 ]        |      |
| 2016 |                 |                                        |                            |        |                   |               |      |
| 25   | 2 de março      | Algarve Cup de 2016                    | Lagos                      | 1 – 0  | Nova Zelândia     | [ 41 ]        |      |
| 26   | 4 de março      | Algarve Cup de 2016                    | Vila Real de Santo António | 3 – 1  | Portugal          | [ 41 ]        |      |
| 27   | 7 de março      | Algarve Cup de 2016                    | Lagos                      | 3 – 0  | Rússia            | [ 41 ]        |      |
| 28   | 9 de março      | Algarve Cup de 2016                    | Parchal                    | 1 – 2  | Canadá            | [ 41 ]        |      |
| 29   | 3 de agosto     | Jogos Olímpicos de Verão de 2016       | Rio de Janeiro             | 3 – 0  | China             | [ 42 ]        |      |
| 30   | 6 de agosto     | Jogos Olímpicos de Verão de 2016       | Rio de Janeiro             | 5 – 1  | Suécia            | [ 42 ]        |      |
| 31   | 9 de agosto     | Jogos Olímpicos de Verão de 2016       | Manaus                     | 0 – 0  | África do Sul     | [ 42 ]        |      |
| 32   | 12 de agosto    | Jogos Olímpicos de Verão de 2016       | Belo Horizonte             | 0 – 0  | Austrália         | [ 42 ]        |      |
| 33   | 16 de agosto    | Jogos Olímpicos de Verão de 2016       | Rio de Janeiro             | 0 – 0  | Suécia            | [ 42 ]        |      |
| 34   | 19 de agosto    | Jogos Olímpicos de Verão de 2016       | São Paulo                  | 1 – 2  | Canadá            | [ 42 ]        |      |
| 2018 |                 |                                        |                            |        |                   |               |      |
| 35   | 5 de abril      | Copa América Feminina de 2018          | Coquimbo                   | 3 – 1  | Argentina         | [ 43 ]        |      |
| 36   | 7 de abril      | Copa América Feminina de 2018          | Coquimbo                   | 8 – 0  | Equador           | [ 43 ]        |      |
| 37   | 11 de abril     | Copa América Feminina de 2018          | Coquimbo                   | 4 – 0  | Venezuela         | [ 43 ]        |      |
| 38   | 13 de abril     | Copa América Feminina de 2018          | Coquimbo                   | 7 – 0  | Bolívia           | [ 43 ]        |      |
| 39   | 16 de abril     | Copa América Feminina de 2018          | La Serena                  | 3 – 1  | Chile             | [ 43 ]        |      |
| 40   | 19 de abril     | Copa América Feminina de 2018          | La Serena                  | 3 – 0  | Argentina         | [ 43 ]        |      |
| 41   | 22 de abril     | Copa América Feminina de 2018          | La Serena                  | 3 – 0  | Colômbia          | [ 43 ]        |      |
| 42   | 26 de julho     | Amistoso                               | Kansas City, KS            | 1 – 3  | Austrália         | [ 44 ]        |      |
| 43   | 29 de julho     | Amistoso                               | East Hartford, CT          | 2 – 1  | Japão             | [ 44 ]        |      |
| 44   | 2 de agosto     | Amistoso                               | Bridgeview, IL             | 1 – 4  | Estados Unidos    | [ 44 ]        |      |
| 45   | 2 de setembro   | Amistoso                               | Ottawa                     | 0 – 1  | Canadá            | [ 44 ]        |      |
| 46   | 6 de outubro    | Amistoso                               | Nottingham                 | 0 – 1  | Inglaterra        | [ 44 ]        |      |
| 47   | 10 de novembro  | Amistoso                               | Nice                       | 1 – 3  | França            | [ 44 ]        |      |
| 2019 |                 |                                        |                            |        |                   |               |      |
| 48   | 27 de fevereiro | SheBelieves Cup de 2019                | Chester, PA                | 1 – 2  | Inglaterra        | [ 44 ]        |      |
| 49   | 2 de março      | SheBelieves Cup de 2019                | Nashville, TN              | 1 – 3  | Japão             | [ 44 ]        |      |
| 50   | 5 de março      | SheBelieves Cup de 2019                | Tampa, FL                  | 0 – 1  | Estados Unidos    | [ 44 ]        |      |
| 51   | 5 de abril      | Amistoso                               | Don Benito                 | 1 – 2  | Espanha           | [ 44 ]        |      |
| 52   | 8 de abril      | Amistoso                               | San Pedro del Pinatar      | 0 – 1  | Escócia           | [ 44 ]        |      |
| 53   | 9 de junho      | Copa do Mundo Feminina de 2019         | Grenoble                   | 3 – 0  | Jamaica           | [ 45 ]        |      |
| 54   | 13 de junho     | Copa do Mundo Feminina de 2019         | Montpellier                | 2 – 3  | Austrália         | [ 45 ]        |      |
| 55   | 18 de junho     | Copa do Mundo Feminina de 2019         | Valenciennes               | 1 – 0  | Itália            | [ 45 ]        |      |
| 56   | 23 de junho     | Copa do Mundo Feminina de 2019         | Le Havre                   | 1 – 2  | França            | [ 45 ]        |      |

## Morte
Vadão morreu no dia 25 de maio de 2020, no Hospital Albert Einstein, em São Paulo. Aos 63 anos, ele estava internado na UTI desde o dia 18 e lutava contra um câncer no fígado.

## Estatísticas
| Anos                                   | Clube                       | Jogos | Vitórias | Empates | Derrotas |
| -------------------------------------- | --------------------------- | ----- | -------- | ------- | -------- |
| 2000                                   | Corinthians                 | 21    | 4        | 6       | 11       |
| 2001                                   | São Paulo                   | 29    | 16       | 4       | 9        |
| 2005                                   | Tokyo Verdy                 | 16    | 3        | 5       | 8        |
| 2007–2008                              | Vitória                     | 34    | 18       | 6       | 10       |
| 2008                                   | Goiás                       | 6     | 0        | 3       | 3        |
| 2008–2009, 2011                        | São Caetano                 | 25    | 8        | 7       | 10       |
| 1999–2000, 2003, 2006–2009             | Athletico Paranaense        | 164   | 76       | 40      | 48       |
| 1995, 1997–1998, 2009–2010, 2012, 2017 | Guarani                     | 204   | 88       | 45      | 71       |
| 2010                                   | Portuguesa                  | 28    | 12       | 4       | 12       |
| 2013                                   | Sport                       | 12    | 5        | 6       | 1        |
| 2013                                   | Criciúma                    | 34    | 12       | 9       | 13       |
| 2001–2002, 2005, 2006, 2014            | Ponte Preta                 | 129   | 55       | 27      | 47       |
| 2014–2016, 2017–2019                   | Seleção Brasileira Feminina | 56    | 35       | 5       | 16       |

## Títulos
XV de Piracicaba
- Campeonato Brasileiro - Série C: 1995

Atlético Paranaense
- Seletiva para a Libertadores: 1999
- Campeonato Paranaense: 2000

São Paulo
- Torneio Rio-São Paulo: 2001

Tokyo Verdy
- Supercopa do Japão: 2005

Criciúma
- Campeonato Catarinense: 2013

Seleção Brasileira Feminina
- Copa América: 2014 e 2018
- Torneio Internacional de Futebol Feminino: 2014 e 2015
- Jogos Pan-Americanos: 2015
- Copa CFA YongChuan: 2017

### Prêmios individuais
- Seleção do Campeonato Paulista: 2012
- Treinador destaque Campeonato Catarinense: 2013
- 6° Melhor Treinador do Ano da FIFA: 2016 (feminino)

## Campanhas de destaque
Mogi Mirim
- Carrossel Caipira: 1992, 1993 e 1994[48]
- Vice-campeão: Torneio João Havelange

Guarani
- Vice-campeão: Série B de 2009
- Vice-campeão: Campeonato Paulista de 2012

Seleção Brasileira Feminina de Futebol
- Medalha de prata na Algarve Cup: 2016
- 4° lugar nos Jogos Olímpicos de Verão: 2016